# Jathavara-Hosahalli, Chik Ballapur
Jathavara-Hosahalli là một làng thuộc tehsil Chik Ballapur, huyện Kolar, bang Karnataka, Ấn Độ.